# Brasil Tennis Cup 2015
Brasil Tennis Cup 2015 byl tenisový turnaj pořádaný jako součást ženského okruhu WTA Tour, který se hrál na otevřených antukových dvorcích. Konal se mezi 27. červencem až 27. srpnem 2015 v brazilském ostrovním městě Florianópolis jako 3. ročník turnaje.
Turnaj s rozpočtem 250 000 dolarů patřil do kategorie WTA International Tournaments. Nejvýše nasazenou hráčkou ve dvouhře se stala šedesátá čtvrtá tenistka světa Tatjana Mariová z Německa, která dohrála ve druhém kole. Singlový titul si odvezla Brazilka Teliana Pereirová a deblovou soutěž ovládla německá dvojice Annika Becková a Laura Siegemundová.

## Distribuce bodů a finančních odměn

### Distribuce bodů
| Soutěž      | vítězky | finalistky | semifinalistky | čtvrtfinalistky | 16 v kole | 32 v kole | Q  | Q2 | Q1 |
| ----------- | ------- | ---------- | -------------- | --------------- | --------- | --------- | -- | -- | -- |
| dvouhra žen | 280     | 180        | 110            | 60              | 30        | 1         | 18 | 12 | 1  |
| čtyřhra žen | 280     | 180        | 110            | 60              | 1         |           |    |    |    |

### Finanční odměny
| Soutěž                              | vítězky | finalistky | semifinalistky | čtvrtfinalistky | 16 v kole | 32 v kole | Q2     | Q1   |
| ----------------------------------- | ------- | ---------- | -------------- | --------------- | --------- | --------- | ------ | ---- |
| dvouhra žen                         | $43 000 | $21 400    | $11 500        | $6 175          | $3 400    | $2 100    | $1 020 | $600 |
| čtyřhra žen                         | $12 300 | $6 400     | $3 435         | $1 820          | $960      |           |        |      |
| částka ve čtyřhře je uvedena na pár |         |            |                |                 |           |           |        |      |

## Ženská dvouhra

### Nasazení
| Stát                             | Hráčka                      | WTA  | Nasazení |
| -------------------------------- | --------------------------- | ---- | -------- |
| Německo                          | Tatjana Mariová             | 64.  | 1.       |
| Chorvatsko                       | Ajla Tomljanovićová         | 69.  | 2.       |
| Německo                          | Annika Becková              | 77.  | 3.       |
| Brazílie                         | Teliana Pereirová           | 80   | 4        |
| USA                              | Bethanie Matteková-Sandsová | 115. | 5.       |
| USA                              | Louisa Chiricová            | 128. | 6.       |
| Německo                          | Laura Siegemundová          | 130. | 7.       |
| Polsko                           | Paula Kaniová               | 136. | 8.       |
| Žebříček WTA k 20. červenci 2015 |                             |      |          |

### Jiné formy účasti
Následující hráčky obdržely divokou kartu do hlavní soutěže:
- Carolina Alvesová
- Maria Fernanda Alvesová
- Luisa Stefaniová

Následující hráčky postoupily z kvalifikace:
- Cindy Burgerová
- Susanne Celiková
- Andrea Gámizová
- Quirine Lemoineová
- Anastasija Pivovarovová
- Laura Pousová Tiová

### Odhlášení
před zahájením turnaje
- Beatriz Haddad Maiová → nahradila ji Anastasija Sevastovová
- Johanna Larssonová → nahradila ji Paula Ormaecheaová
- Julia Putincevová → nahradila ji Tereza Martincová
- Sara Sorribesová Tormová → nahradila ji Gabriela Céová

## Ženská čtyřhra

### Nasazení
| Stát                                                                         | Hráčka            | Stát      | Hráčka                       | WTA  | Nasazení |
| ---------------------------------------------------------------------------- | ----------------- | --------- | ---------------------------- | ---- | -------- |
| Lucembursko                                                                  | Mandy Minellaová  | Španělsko | María Teresa Torrová Florová | 153. | 1.       |
| Argentina                                                                    | María Irigoyenová | Polsko    | Paula Kaniová                | 176. | 2.       |
| Rumunsko                                                                     | Elena Bogdanová   | USA       | Nicole Melicharová           | 198. | 3.       |
| Německo                                                                      | Annika Becková    | Německo   | Laura Siegemundová           | 230. | 4.       |
| Žebříček WTA k 20. červenci 2015; číslo je součtem umístění obou členek páru |                   |           |                              |      |          |

### Jiné formy účasti
Následující páry obdržely divokou kartu do hlavní soutěže:
- Carolina Alvesová /  Luisa Stefaniová
- Erika Drozd Pereirová /  Ingrid Gamarra Martinsová

### Odhlášení
v průběhu turnaje
- Cindy Burgerová (poranění pravého lokte)

## Přehled finále

### Ženská dvouhra
- Teliana Pereirová vs.  Annika Becková, 6–4, 4–6, 6–1

### Ženská čtyřhra
- Annika Becková /  Laura Siegemundová vs.  María Irigoyenová /  Paula Kaniová, 6–3, 7–6(7–1)